# Aaron Wolf
Aaron Wolf (Shin-Koiwa, 25 febbraio 1996) è un judoka giapponese, campione olimpico a Tokyo 2020, iridato ai Budapest 2017 e continentale a Biškek 2021.

## Carriera nel judo
Ha rappresentato il Giappone ai Giochi olimpici estivi di Tokyo 2020, dove ha vinto la medaglia d'oro nel torneo dei -100 kg, battendo in finale il sudcoreano Cho Gu-ham.

## Carriera nel wrestling

### New Japan Pro Wrestling (2025-)
Durante una conferenza il 23 giugno 2025 viene annunciato dal presidente della NJPW, Hiroshi Tanahashi e Takaaki Kidani che Wolf debutterà il prossimo gennaio per la compagnia.

## Palmarès
- Giochi olimpici

Tokyo 2020: oro nei -100 kg.
Parigi 2024: argento nella gara a squadre.
- Mondiali

Budapest 2017: oro nei -100 kg.
Tokyo 2019: bronzo nei -100 kg.
- Campionati asiatici

Biškek 2021: oro nei -100 kg;

### Vittorie nel circuito IJF
| Data:            | Località   | Paese      | Categoria  |
| ---------------- | ---------- | ---------- | ---------- |
| 5 luglio 2015    | Ulan Bator | Mongolia   | Grand Prix |
| 3 ottobre 2015   | Tashkent   | Uzbekistan | Grand Prix |
| 12 agosto 2018   | Budapest   | Ungheria   | Grand Prix |
| 23 novembre 2018 | Osaka      | Giappone   | Grand Prix |